# Starcastle
Starcastle é uma banda de rock progressivo originária dos Estados Unidos da América.

## Integrantes

### Ex-integrantes
- Al Lewis - vocal
- Gary Strater - vocal de apoio, baixo
- Matt Stewart - guitarra
- Steve Hagler - vocal de apoio, guitarra
- Steve Tassler - bateria
- Paul Tassler - baixo
- Herb Schildt - teclados
- Terry Luttrell - vocal
- Ralph Goldhiem - vocal
- Mauro Magellan - bateria
- George Harp - vocal
- Scott McKenzie - vocal de apoio, bateria
- Bruce Botts - guitarra
- Mark McGee - vocal de apoio, guitarra
- Jeff Koehnke - bateria
- Mike Castlehorn - bateria
- Jimmy Wagner - teclados
- Oliver Wakeman - teclados
- Woody Lingle - baixo
- John Jowitt - baixo

## Discografia

### Álbuns de estúdio
- 1976: Starcastle
- 1977: Fountains of Light
- 1977: Citadel
- 1978: Real to Reel
- 1999: Concert Classics
- 2001: Chronos I
- 2006: Alive in America
- 2007: Song of Times

### Compilações
- 1984: Striktly for Konnoisseurs
- 2007: The Art of Sysyphus Vol. 40

### Bootlegs/unautorizados
- 1976: Live in Detroit 1976
- 1977: Providence Civic Center 1977
- 1977: Fountains (New Haven, 1977)
- 1978: Diamond Tape, Live in Wallingford, CT 1978

### Sencillos
- Lady of the Lake / Nova
- Diamond Song (Deep Is the Light) / Silver Winds
- Could This Be Love
- Shine On Brightly
- Half a Mind to Leave Ya / When the Sun Shines at Midnight